# Мюрат-сюр-Вебр (кантон)
Мюра́т-сюр-Вебр (фр. Murat-sur-Vèbre, окс. Murat) — упразднённый кантон во Франции, находился в регионе Юг — Пиренеи, департамент Тарн. Входил в состав округа Кастр.
Код INSEE кантона — 8122. Всего в состав кантона Мюрат-сюр-Вебр входили 4 коммуны, из них главной коммуной являлась Мюрат-сюр-Вебр.
Кантон был упразднён в марте 2015 года.

## Население
Население кантона на 2009 год составляло 1719 человек.
| 1962 | 1968 | 1975 | 1982 | 1990 | 1999 | 2009 |
| ---- | ---- | ---- | ---- | ---- | ---- | ---- |
| 2331 | 2523 | 2162 | 1912 | 1832 | 1728 | 1719 |

## Коммуны кантона
| Коммуна        | Население, чел. (2010) | Код INSEE | Почтовый индекс |
| -------------- | ---------------------- | --------- | --------------- |
| Бар            | 211                    | 81023     | 81320           |
| Мулен-Маж      | 319                    | 81188     | 81320           |
| Мюрат-сюр-Вебр | 839                    | 81192     | 81320           |
| Наж            | 338                    | 81193     | 81320           |